# Rybník (Ústí nad Orlicí-i járás)
Rybník település Csehországban, az Ústí nad Orlicí-i járásban. Rybník Rudoltice, Damníkov, Semanín, Třebovice és Česká Třebová településekkel határos. Lakosainak száma 842 fő (2024. január 1.).

## Népesség
A település lakosságának változását az alábbi diagram mutatja:
| Lakosok száma | 1002 | 937  | 991  | 1085 | 874  | 747  | 839  | 823  | 812  | 842  |
|               | 1869 | 1890 | 1921 | 1950 | 1980 | 2001 | 2017 | 2019 | 2022 | 2024 |